# Stowe (condado de Lamoille)
Stowe es un lugar designado por el censo ubicado en el condado de Lamoille en el estado estadounidense de Vermont. En el año 2010 tenía una población de 495 habitantes.

## Geografía
Stowe se encuentra ubicado en las coordenadas 44°37′57″N 72°41′6″O / 44.63250, -72.68500.